# Microxydia sulphurata
Microxydia sulphurata là một loài bướm đêm trong họ Geometridae.